# A Sárga Daru tornya

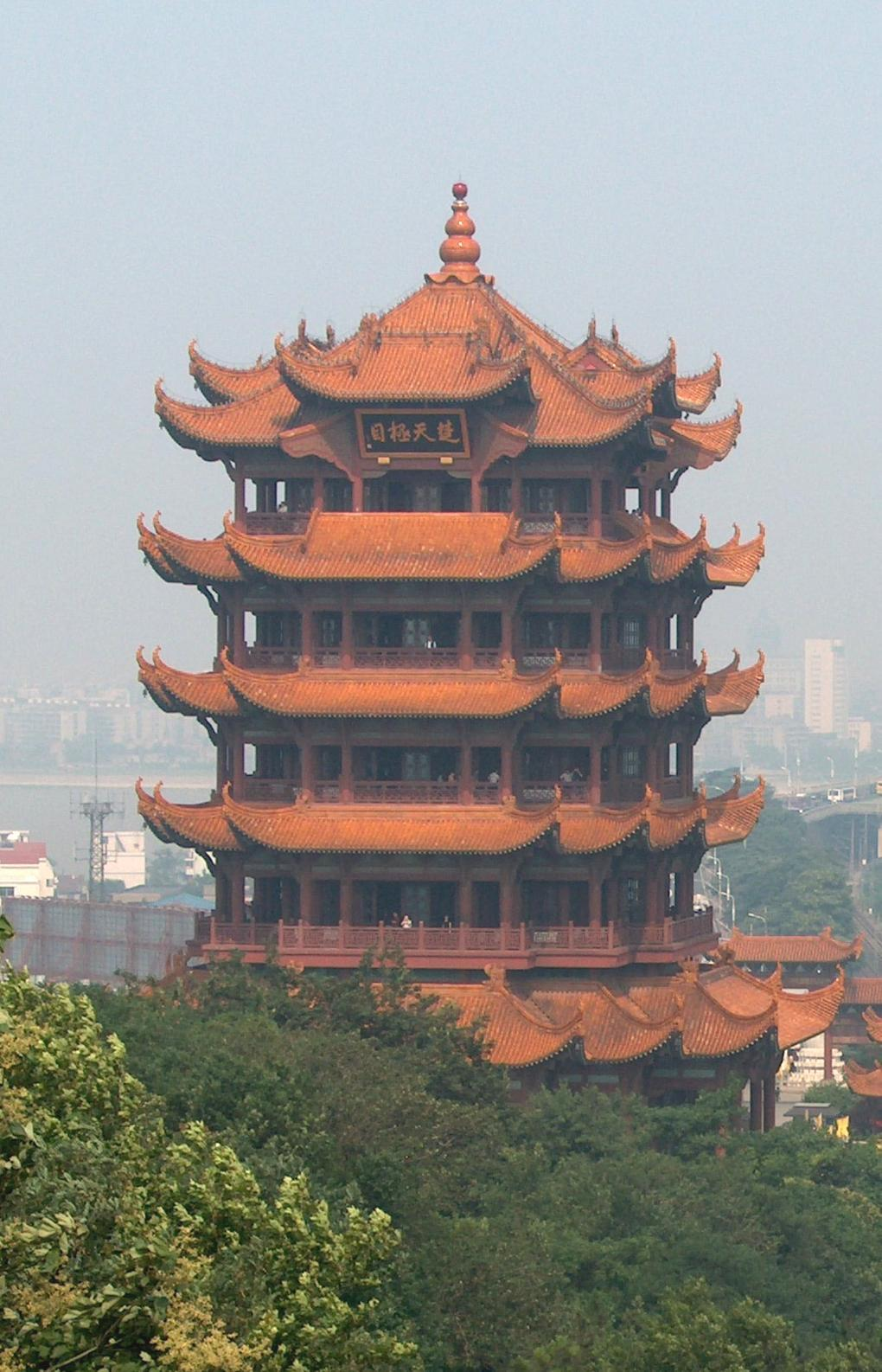
A Sárga Daru tornya

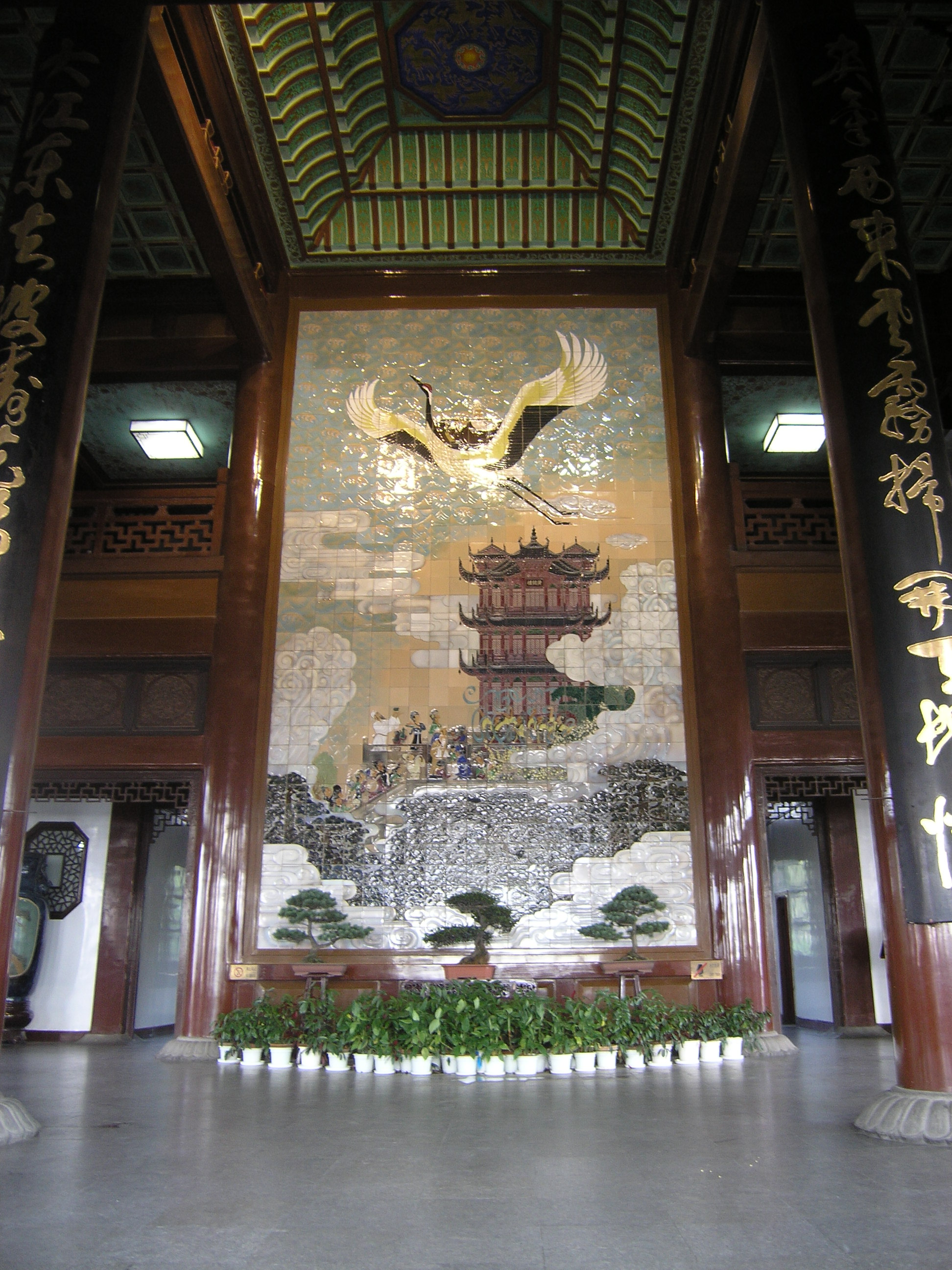
A földszinti terem

A Sárga Daru tornya (kínaiul: 黄鹤楼; pinjin: Huáng Hè Lóu) a kínai építészet egyik jellegzetes és híres alkotása a Jangce partján, a Kígyó-hegy (Sheshan) tetején, Vuhan város közelében, Hubei (Hupej) tartományban.   Először i. sz. 223-ban épült fel, majd a századok során többször elpusztult, és újjáépítették. A jelenlegi épületet 1981 és 1985 között emelték a Qing-dinasztia (Csing-dinasztia) korszakából származó ábrázolások alapján.

## A Sárga Daru legendája
A Sárga Daru háza vagy tornya gyakran szerepelt már a Tang-dinasztia korszakának kínai költészetében. A Jangce partján magasodó domb tetején álló fogadó írók, költők, festők kedvenc tanyájául szolgált. A legenda szerint réges-régen egyszerű csapszék állt ott. Egy napon rongyos tanárember hitelre kért italt a fogadóstól, aki bőkezűen a legjobb borát tette eléje. Az öreg napról napra folytatta az italozást hitelbe, anélkül, hogy a kocsmáros kérte volna a fizetséget. Hat hónap után az öreg tanár hálából citromhéjjal egy sárga darut rajzolt az épület falára, és az a tapsára életre kelt. Az öregúr muzsikált, a daru táncra perdült. A vendégek körében a daru gyorsan híressé vált, és özönlöttek a látogatók. A kocsmáros meggazdagodott, a tanár pedig egy idő után felült a daru hátára és elrepült vele. Az első tornyot a kocsmáros emeltette a daru emlékére kocsmája fölé.

## Az épület története
Az első torony 223-ban épült, a  Három királyság korában (三國), fából. A századok során gyakran pusztította tűz vagy háborúskodások, de mindig újjáépítették – mégpedig az adott kor stílusához alkalmazkodva. Ma a torony belsejében kiállítás látható a torony építészeti történetéről, ahol megtekinthetők a korábbi állapotok makettjei is.
Cuī Hào (Cuj Hao) (崔颢), a Tang-dinasztia ünnepelt költője a 8. század elején látogatta meg a helyet. Róla szóló költeménye tette Dél-Kína leghíresebb épületévé a Sárga Daru Tornyát.
A mai épület 51 méter magas, minden részletében, még a beépített liftet illetően is, pontos mása a Qing (Csing)-kori toronynak.